# توني كوكوتش
توني كوكوتش مواليد 18 سبتمبر 1968 في كرواتيا، جمهورية كرواتيا الاشتراكية، جمهورية يوغوسلافيا الاشتراكية الاتحادية، هو لاعب كرة سلة كرواتي سابق بدأ مسيرته الاحترافية في سنة 1985. يبلغ طوله 6 قدم 11 بوصة (2.1 م). مثّل منتخب بلاده. شارك في مسابقة كرة السلة في الألعاب الأولمبية الصيفية. اعتزل اللعب في 2006.

## فرق لعب لها
- شيكاغو بولز
- فيلادلفيا سفنتي سيكسرز
- أتلانتا هوكس
- ميلووكي باكز

## الميداليات
| الميدالية | المسابقة                         |
| --------- | -------------------------------- |
| فضية      | الألعاب الأولمبية الصيفية 1988   |
| ذهبية     | بطولة كأس العالم لكرة السلة 1990 |
| برونزية   | بطولة أمم أوروبا لكرة السلة 1987 |
| ذهبية     | بطولة أمم أوروبا لكرة السلة 1989 |
| ذهبية     | بطولة أمم أوروبا لكرة السلة 1991 |
| فضية      | الألعاب الأولمبية الصيفية 1992   |
| برونزية   | بطولة كأس العالم لكرة السلة 1994 |
| برونزية   | بطولة أمم أوروبا لكرة السلة 1995 |

## روابط خارجية
- توني كوكوتش على موقع الاتحاد الدولي لكرة السلة (الإنجليزية)
- توني كوكوتش على موقع الاتحاد الدولي لكرة السلة (الإنجليزية)
- توني كوكوتش على موقع إن بي أي (الإنجليزية)
- توني كوكوتش على موقع سبورتس رفرنس (الإنجليزية)
- توني كوكوتش على موقع كرة السلة الأوروبية.كوم (الإنجليزية)
- توني كوكوتش على موقع إي إس بي إن.كوم (الإنجليزية)
- توني كوكوتش على موقع ريلجم (الإنجليزية)
- توني كوكوتش على موقع بروبوليرز (الإنجليزية)
- توني كوكوتش على موقع سبورتس رفرنس (الإنجليزية)
- توني كوكوتش على موقع أوليمبيديا (الإنجليزية)